# Najaf (provins)
|  | Denne artikel omhandler Najaf (provins). Opslagsordet har også en anden betydning, se byen Najaf |
Najaf (arabisk: محافظة النجف, An-Najaf) er en irakisk provins i det sydlige Irak med at areal på 28.824 km² og 1.285.500(2011) indbyggere. 
Det administrative hovedsæde i provinsen er byen Najaf, der har givet navn til provinsen. Najaf by har 724.700(2015) indbyggere. Både Najaf by og Al Kufah, der har 171.305(2018) indbyggere, er hellige byer for shia-muslimer.
Før 1976 var provinsen en del af Provinsen Diwaniya, der omfattede provinserne Al Muthanna, Najaf og Al Qadisiyah.